# Heteromesus spinosus
Heteromesus spinosus là một loài chân đều trong họ Ischnomesidae. Loài này được Beddard miêu tả khoa học năm 1886.